# Mare de Déu dels Lliris

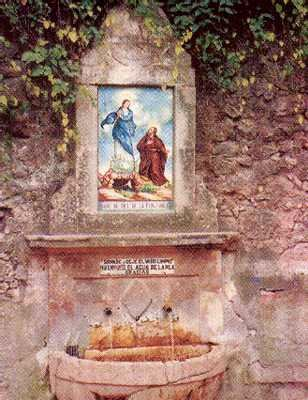
La Mare de Déus del Lliris i Sant Felip Neri a la Font Roja. Segons l'historiador Adrián Espí, Felip Neri usurpa el lloc a Antoni Bonaventura Guerau membre de la seua congregació (Congregació de l'Oratori).

La Mare de Déu dels Lliris és una advocació de la verge Maria que se celebra a Alcoi des del segle xvii i a la qual se li atribueixen alguns miracles.

## Llegenda
Segons la tradició a Alcoi, el 21 d'agost de 1653, al paratge de la Font Roja, el paborde de la catedral de València Antoni Bonaventura Guerau i Montllor junt amb el capellà de Confrides van trobar uns lliris blancs entre argilagues, mentre reflexionaven i oraven. En examinar-los van trobar que en els seus bulbs es trobaven gravades imatges que representaven la Mare de Déu tal com se la solia representar en la seua Puríssima Concepció, és a dir, es trobava dins d'un capoll o bulb. Així va començar un procés que va arribar fins a Felip IV per a demostrar que el miracle s'havia produït.

## Antecedents
Durant tot el segle xvi va estar latent un conflicte entre els agustins i dominics (tomistes) i els franciscans i jesuïtes (immaculadistes) que es va generalitzar per tot l'Estat pràcticament en la segona dècada del segle xvii amb moltes ciutats que van jurar vot de defensa del misteri de la Immaculada Concepció de Maria. Inclús Felip III i Felip IV van demanar al Papa que fixara el misteri però aquest es va limitar a prohibir els atacs en públic però no les discussions teològiques.

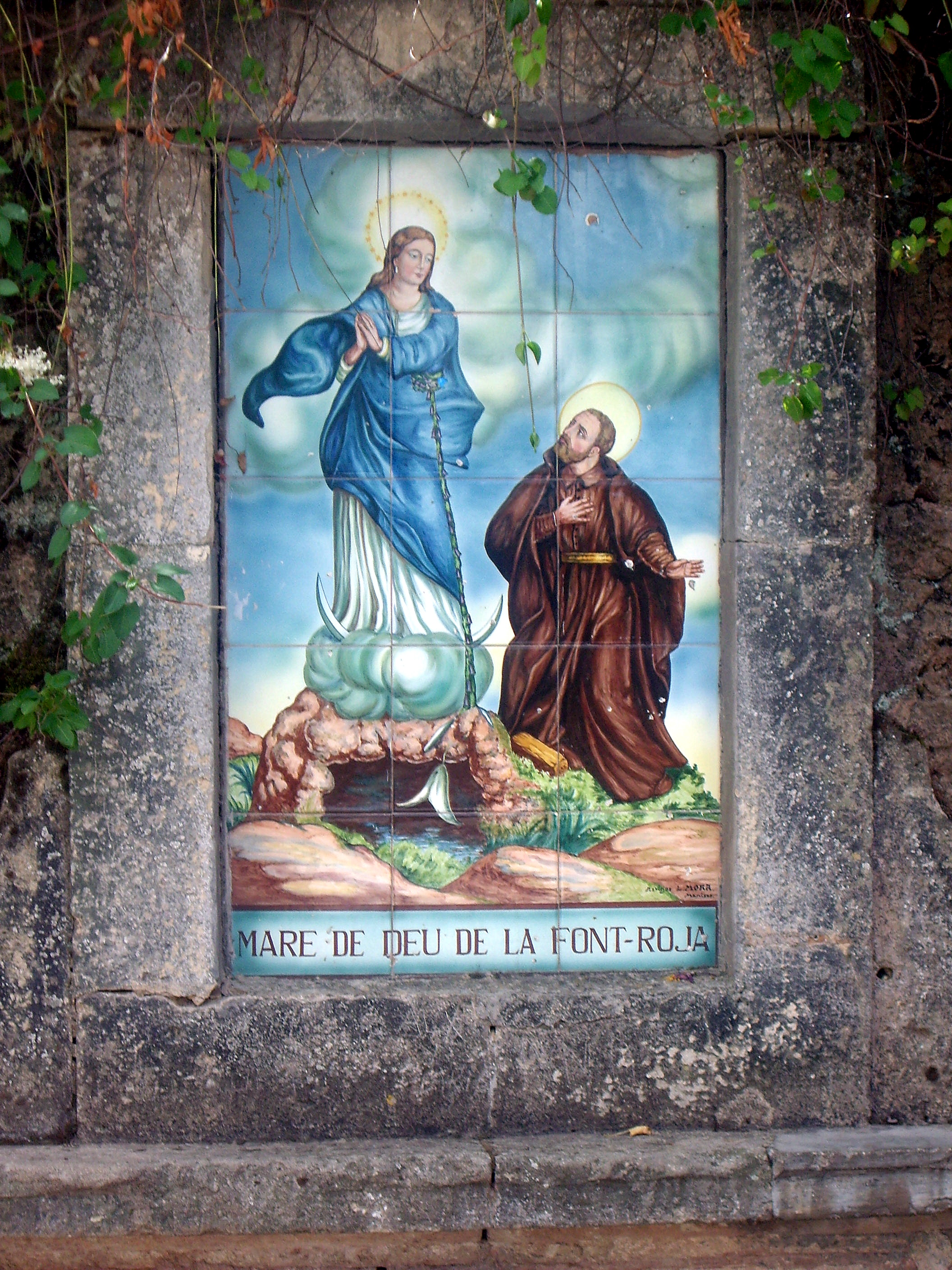
Detall dels taulellets

Antoni Bonaventura Guerau es trobava el dia 14 d'agost a Xàtiva per a donar un sermó sobre l'Assumpció de Maria i es va trobar un pasquí contra la Inmaculada, raó per la qual va canviar el seu sermó per un altre en defensa de la puresa original de Maria. El sermó el va basar en el segon versicle del segon capítol del càntic dels càntics "sicut lilium inter spinas sic amica mea inter filias". Als dies va partir cap a Alcoi, el seu poble natal, i el dia 20 va encaminar els seus passos junt amb altres sacerdots i estudiants cap a la Font Roja per a descansar l'esperit i practicar exercicis espirituals.
Els lliris van ser portats a València el 28 d'agost on es van presentar a les autoritats civils i metropolitanes i es va constituir una comissió facultativa per al seu estudi. L'any 1664 després de la benedicció de la campana de l'ermita erigida en el lloc per iniciativa d'Antoni Bonaventura Guerau va ser trobat un altre lliri semblant es va presentar al Virrei de València i l'arquebisbe va ordenar l'obertura d'una Información jurídica del Milagroso Hallazgo de la Imagen de Nuestra Señora en su Purísima Concepción. Per indicació del virrei, el lliri va ser enviat al rei Felip IV, el qual va manar reservar-lo en el seu oratori.

## L'Acta
L'acta recull la declaració al Justícia Jaume Margarit, el seu assessor Pere Sanz i dos testimonis (mossèn Lluís Pérez i Honorat Mayor) requerits pel notari Jordi Mayor d'Antoni Bonaventura Guerau i Joan Pérez (retor de Confrides). També van declarar a petició de l'assessor els testimonis oculars: mossèn Josep Just, Joan Pérez (llaurador), Joan Gisbert de Miguel (ciutadà), Lluís Merita (cavaller) i mossèn Agustí Valls, validant el Justícia la declaració com verdadera i firmada l'acta el dia 23 d'agost de 1653.
L'acta original o una còpia d'aquesta va estar a l'arxiu de l'església de Santa Maria d'Alcoi fins al 25 de maig de 1855 dia que va eixir d'ell a petició d'un predicador d'Alzira i ja mai va tornar. Hi havia una còpia al llibre de Consells del segle xviii, altra a la biblioteca de Juventud Católica i una tercera a la mateixa parròquia.
L'acta del llibre de consells 1707-1723 és una còpia de la declaració original i la seua traducció al castellà de l'escrivà Tomàs Gisbert de 1748. Aquesta va estar perduda 10 anys fins que va ser trobada a una caixa forta de l'ajuntament.

## Repercussió

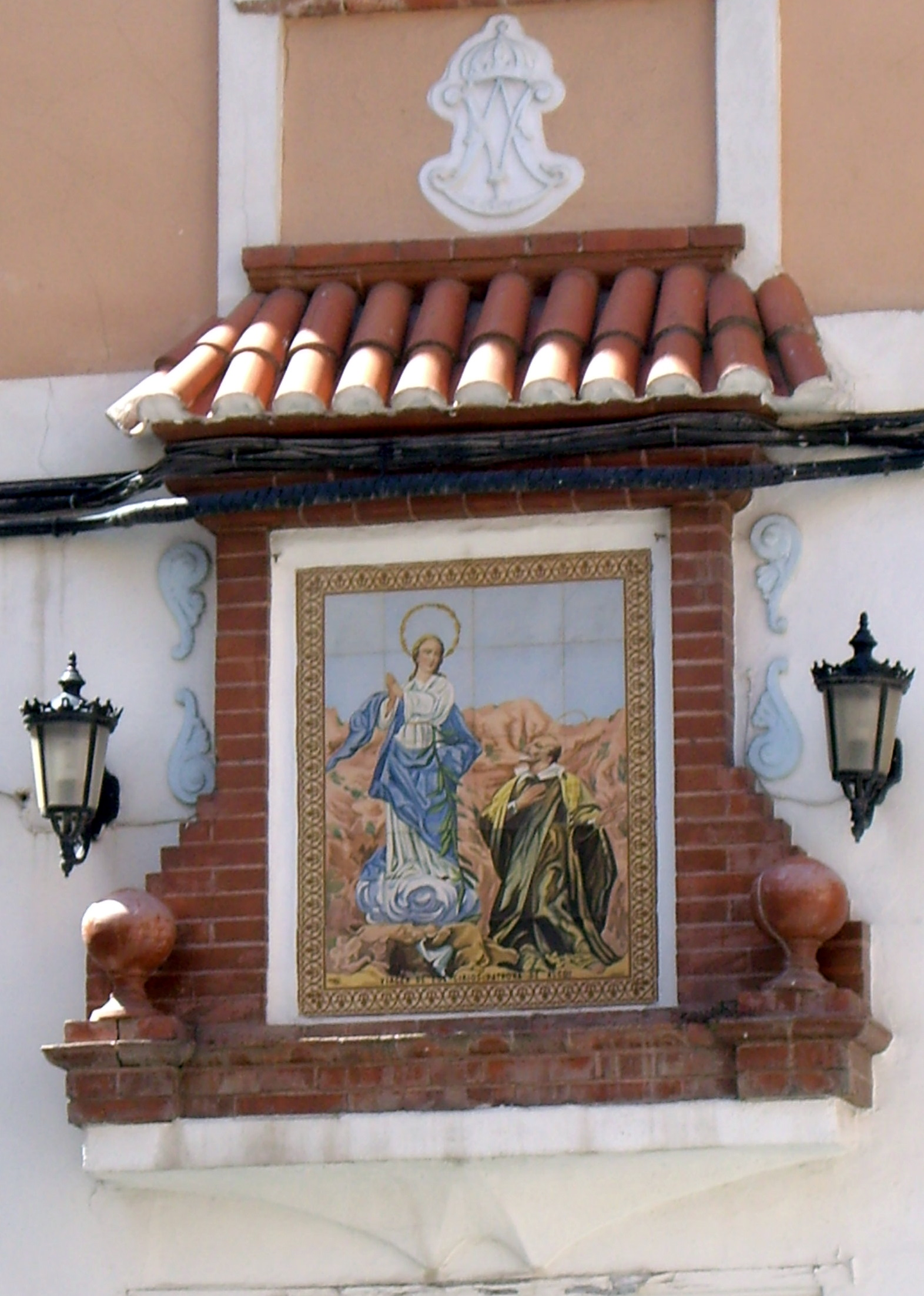
Taulellets i escut marià en una façana a la Zona Alta d'Alcoi

- La primera notícia del prodigi va aparéixer el 1653 en les Tablas Cronológicas del Pare Clemente.
- Francisco Zutman edita una relació de la troballa a Lieja el 1665.
- Michael Pexenfender l'arreplega al seu Concionator Historicus l'any 1672 del qual van extraure la notícia tractadistes italians com el Pare Diotallevi, el cardenal Sfondrati i el Pare Casimiro de Firenza.
- Pedro Núñez Bosch va escriure el primer llibre dedicat íntegrament a la troballa en 1653.[4]

## L'ermita
Des de l'any 1653, s'han construït successivament tres ermites a la Font Roja baix l'advocació de la Verge dels Lliris i Sant Felip Neri com copatró.
La primera, va ser inaugurada el dia 21 d'agost de 1663 i reparada els anys 1720 i 1740. El 1742, l'Arquebisbe de València ordena el tancament de l'ermita a causa del seu mal estat de conservació.
La primera pedra de la segona ermita va ser col·locada el dia 29 de juny de 1743 i va ser beneïda el dia 20 de juliol de 1744. En aquestes obres es va eixamplar l'hostal, sent el mestre d'obres Maure Carbonell. Aquesta segona ermita va durar fins a l'any 1884, acordant-se la seua demolició per l'estat de ruïna que presentava.
El dia 21 de juny de 1886 es va col·locar la primera pedra de l'ermita actual inaugurant-se el diumenge 14 de juny de 1891. En esta època és quan es va construir la carretera d'accés a la Font Roja.

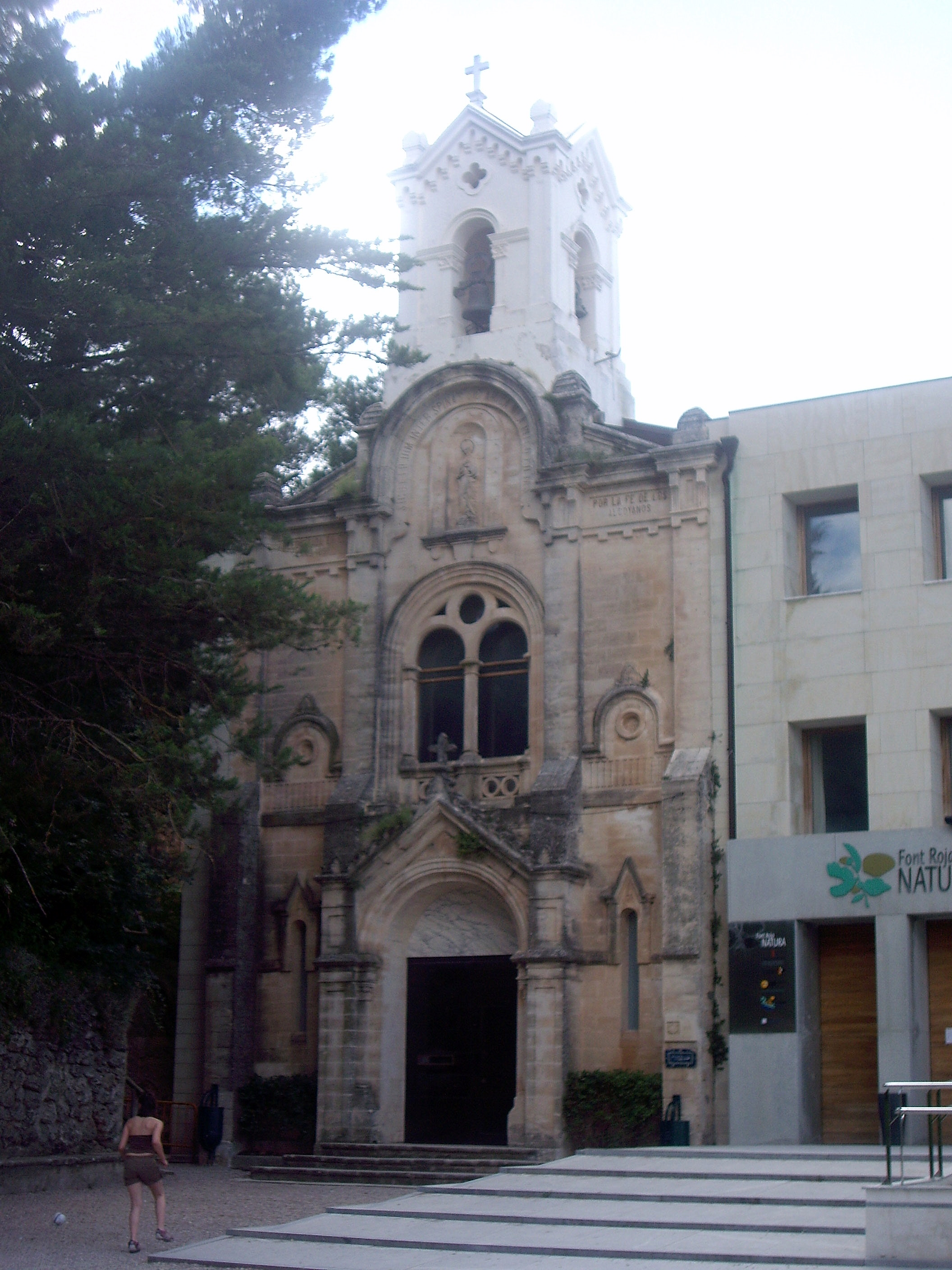
Façana del Santuari

Dins de l'ermita es troba un conjunt escultòric que representa la Mare de Déu dels Lliris i a Sant Felip Neri, així com una còpia a l'església de Sant Maure i Sant Francesc. El conjunt original era obra de l'escultor valencià Josep Esteve Bonet, per encàrrec d'Antoni Bonaventura Guerau i va ser entregat el 28 d'abril de 1765. Desgraciadament ambdós conjunts van ser destruïts durant la guerra civil. Després de la contesa es van realitzar dos noves talles a càrrec de l'escultor valencià Enrique Galarza i Moreno. Durant més de quaranta anys s'ha cregut que era obra d'un cert José Rabasa. Aquest personatge era un marxant d'art que pagava als artistes i firmava les seues obres. Ambdues escultures van ser restaurades per Juan Rufino Sanjosé en la dècada dels '90.

## La Romeria a la Font Roja
Si bé a arxiconfraria de la Mare de Déu dels Lliris s'encarrega de celebrar actes exclusivament religiosos el dia 21 d'agost al Santuari de la Font Roja, els actes principals es posposen al mes de setembre per a facilitar la participació dels alcoians que estiuegen fora de la ciutat el mes d'agost. L'acte principal és una romeria que arriba a ajuntar a 10.000 alcoians en les proximitats del santuari. Aquesta romeria se celebra el tercer diumenge de setembre sent precedida per una ofrena de flors i missa solemne la vespra en honor de la seua santa patrona i alcaldessa.
Altres actes són la col·locació del cartell anunciador de la romeria en la façana de l'ajuntament igual que el de la cavalcada de reis mags o de festes de moros i cristians, el pregó, i diverses activitats religioses, esportives i culturals al llarg de l'any.
Antigament se celebrava una revetla popular el dia 21 per part dels alcoians que estiuejaven tant en l'hotel com en la colònia de xalets que existia en les proximitats de l'ermita.